# Reneta Indzjova
Reneta Ivanova Indzjova, född 6 juli 1953, var premiärminister i Bulgarien 1994–1995. Hon var den första kvinnan på den posten i Bulgarien.